# 1779 Paraná
1779 Paraná è un asteroide della fascia principale. Scoperto nel 1950, presenta un'orbita caratterizzata da un semiasse maggiore pari a 2,1752912 UA e da un'eccentricità di 0,1610834, inclinata di 0,89671° rispetto all'eclittica.
L'asteroide è dedicato all'omonimo fiume dell'Argentina.